# 淵田美津雄
淵田 美津雄（ふちだ みつお、1902年（明治35年）12月3日 - 1976年（昭和51年）5月30日）は、日本の海軍軍人、キリスト教伝道者。海軍兵学校52期。最終階級は海軍大佐。

## 生涯
1902年12月3日、奈良県北葛城郡磐城村（現・葛城市）で教師の父・弥蔵と母・シカの三男として生まれる。旧制奈良県立畝傍中学校を経て、1921年（大正10年）、海軍兵学校に海兵52期として入学する。同期に源田実、高松宮宣仁親王らがいる。1924年7月24日、海軍兵学校を卒業、少尉候補生。
1925年12月、巡洋艦「矢矧」乗組。1926年12月、海軍砲術学校普通科学生。1927年4月、海軍水雷学校普通科学生。1927年7月、駆逐艦「秋風」乗組。1927年12月、海軍中尉。1928年1月、霞ヶ浦海軍航空隊偵察科学生。1928年12月、霞ヶ浦練習航空隊偵察科卒業。重巡「青葉」乗組。1929年11月、空母「加賀」乗組。1930年11月、佐世保海軍航空隊付。1930年12月、海軍大尉。1931年11月、潜水母艦「迅鯨」乗組。1932年12月、練習航空隊高等科学生。1933年5月、軽巡「名取」乗組。1933年10月、重巡「摩耶」分隊長。1934年11月、館山海軍航空隊分隊長。1936年7月、第三次海軍軍備補充計画における大和型戦艦2隻（大和、武蔵）の建造を批判し、淵田ら14人の飛行将校で空母計画への変更を啓蒙する航空研究会を立ち上げる。しかし海軍当局より私的な組織とし解散させられる。10月、横須賀海軍航空隊分隊長。12月1日、海軍少佐に昇進し、海軍大学校甲種学生36期に入校。1938年9月15日、海軍大学校卒業。空母「龍驤」飛行隊長。1938年12月、佐世保鎮守府参謀。1939年11月、空母「赤城」飛行隊長。淵田によれば第一航空戦隊司令官小沢治三郎中将の下で母艦の統一指揮と搭載機の集団攻撃を研究し、それを小沢が母艦は一つの指揮権にまとめるべきという意見書として提出したという。また空母の集中配備も検討したが当時一隻しかなかったため結論には至らなかったという。1940年11月、第三航空戦隊参謀。

### 太平洋戦争

#### 第一航空艦隊
1941年8月25日、第一航空艦隊の赤城飛行長に着任した。淵田と海兵同期の航空参謀源田実中佐の希望であった。指名理由は極秘で準備していた真珠湾攻撃を成功させるため、優れた統率力、戦術眼を持ち源田と通じる同期生で偵察席に座り作戦の指揮に集中できる空中指揮官として淵田が必要だったからである。淵田によれば源田とは親友の関係にあったためまたともに仕事ができると喜んだという。異例の降格人事であったが、南雲忠一長官から「艦隊幕僚事務補佐」の肩書を与えられる。また他の隊長とは格が違うため、攻撃隊員らは淵田に「総隊長」の称号を奉った。草鹿龍之介参謀長は源田が案画し淵田が実行する好取組みと二人を評価し彼らの献策を入れて見守った。源田参謀により航空隊の訓練と指揮が空中指揮官にまとめられたため、淵田は一航艦全空母の航空隊を統一訓練指導した。1941年10月、海軍中佐。
1941年12月、ハワイ作戦に参加。8日、真珠湾攻撃における空襲部隊の総指揮官で第1次攻撃隊を指揮し、「ト・ト・ト」（全軍突撃せよ）及び「トラトラトラ」（奇襲ニ成功セリ）が淵田中佐機から打電された。真珠湾攻撃の戦果は戦艦4隻が大破着底戦艦2隻が大・中破するなど、米太平洋艦隊戦艦部隊を行動不能にする大戦果をあげた。攻撃後に淵田は源田とともに数日付近にとどまり留守だった敵空母を撃滅する案を進言したが受け入れられなかった。12月26日、第一次攻撃隊指揮官淵田と第二次攻撃隊指揮官嶋崎重和少佐は直接昭和天皇への真珠湾攻撃軍状奏上が許される。佐官による軍状奏上は初のことであった。その後二人は淵田と海兵同期の高松宮宣仁親王に誘われて27日、霞ヶ関離宮の皇族の集まりに顔を出した。
その後休む間もなく第一航空艦隊は南下し、1942年1月20日〜22日のラバウル・カビエン攻略支援、1942年2月19日のボートダーウィン攻撃、1942年3月のジャワ海掃討戦、1942年4月のインド洋作戦と攻撃隊を指揮し連戦連勝を続けた。インド洋作戦までで大戦果をあげながら損失はわずかだった。第一航空艦隊は世界最強の機動部隊となるが、連戦連勝で疲労と慢心が現れていた。
1942年6月、ミッドウェー作戦に参加するが、虫垂炎となり盲腸の手術をしたため出撃できず空母赤城艦上に留まり、代わりは友永丈市大尉が務めた。しかしミッドウェー海戦の敗北で空母4隻を失う結果となる。淵田は赤城からの脱出時に両足を骨折した。
1942年7月20日、横須賀鎮守府付。1942年10月10日、横須賀航空隊教官。1942年12月10日、兼海軍大学校教官。
1943年7月1日、第1航空艦隊作戦参謀。長官は角田覚治中将。再建された一航艦は散在する基地を母艦に見立て移動と集中を重視した航空部隊であった。1944年2月、マリアナ諸島テニアン島進出後にマリアナ諸島空襲を受ける。角田は攻撃を企図するが、淵田は戦闘機が不十分、進出直後で攻撃に成算はない、消耗は避けるべきと飛行機の避退を進言したが聞き入れられなかった。結局一航艦は米艦隊攻撃で壊滅状態となる。

#### 連合艦隊
1944年4月30日、連合艦隊航空甲参謀に着任。連合艦隊長官は豊田副武大将。
1944年5月、あ号作戦準備中にビアクに米軍が上陸すると、連合艦隊司令部は作戦命令方針に背き独断で決戦兵力をビアクに投入した。軍令部は現場の意向に従い5月29日、渾作戦が開始する。しかし11日、マリアナに米機動部隊が来攻し、13日、連合艦隊司令部はあ号作戦用意発令を強行し、混乱で戦力を消耗したまま19日、マリアナ沖海戦が開始される。空母3隻と航空戦力の大半を失って敗北する。
1944年8月19日、兼南方軍参謀。10月15日、海軍大佐。
1944年10月、台湾沖航空戦が発生する。敵空母11隻轟撃沈、8隻撃破の戦果を報じる。戦果検証に携わった連合艦隊情報参謀中島親孝中佐によれば、参加部隊は経験が浅いので、司令部で戦果を絞った方がいいと意見したが、淵田は「下から報告してくるのを値切れるか」と答えたという。壊滅したはずの米戦力が発見され、連合艦隊日吉司令部で淵田美津雄、鈴木栄二郎、田中正臣、中島親孝の4人で再検討がされ4隻撃破程度撃沈なしと判断する。淵田によれば参謀長申進を以て注意をし、捷号作戦は敵空母10隻健在のもと対処するように通達したため、連合艦隊、軍令部、各航空隊も敵空母健在と判断していたという。
1944年10月、レイテ沖海戦が発生した。同海戦から神風特攻隊が開始され、以降淵田は航空主務参謀としてその発令、命令の起案を担当した。最初の神風特攻隊の感状の起案も行った。先に未帰還となった久納好孚中尉より関行男大尉が一号となった経緯について軍令部部員奥宮正武は久納大尉の発表が遅れたのは、生きていた場合のことを考えた連合艦隊航空参謀淵田大佐の慎重な処置ではないかという。
淵田によればレイテ沖海戦で行われた囮作戦は淵田が機動部隊長官小沢治三郎中将に進言し賛成を得たという。
1945年4月、海軍総隊兼連合艦隊航空参謀。
沖縄作戦が始まると連合艦隊司令部では神重徳大佐が戦艦大和による海上特攻を主張した。神は「大和を特攻的に使用し度（た）く」と軍港に係留されるはずの大和を第二艦隊に編入させた。淵田は「神が発意し直接長官に裁決を得たもの。連合艦隊参謀長は不同意で、第五航空艦隊も非常に迷惑だった」という。
1945年8月5日、会議で訪れていた広島を離れ、広島市への原子爆弾投下から間一髪で逃れた。広島が核攻撃された翌日には海軍調査団として入市、残留放射能により二次被爆するが放射線障害の症状は出なかった。
1945年8月15日、終戦。

### キリスト教者

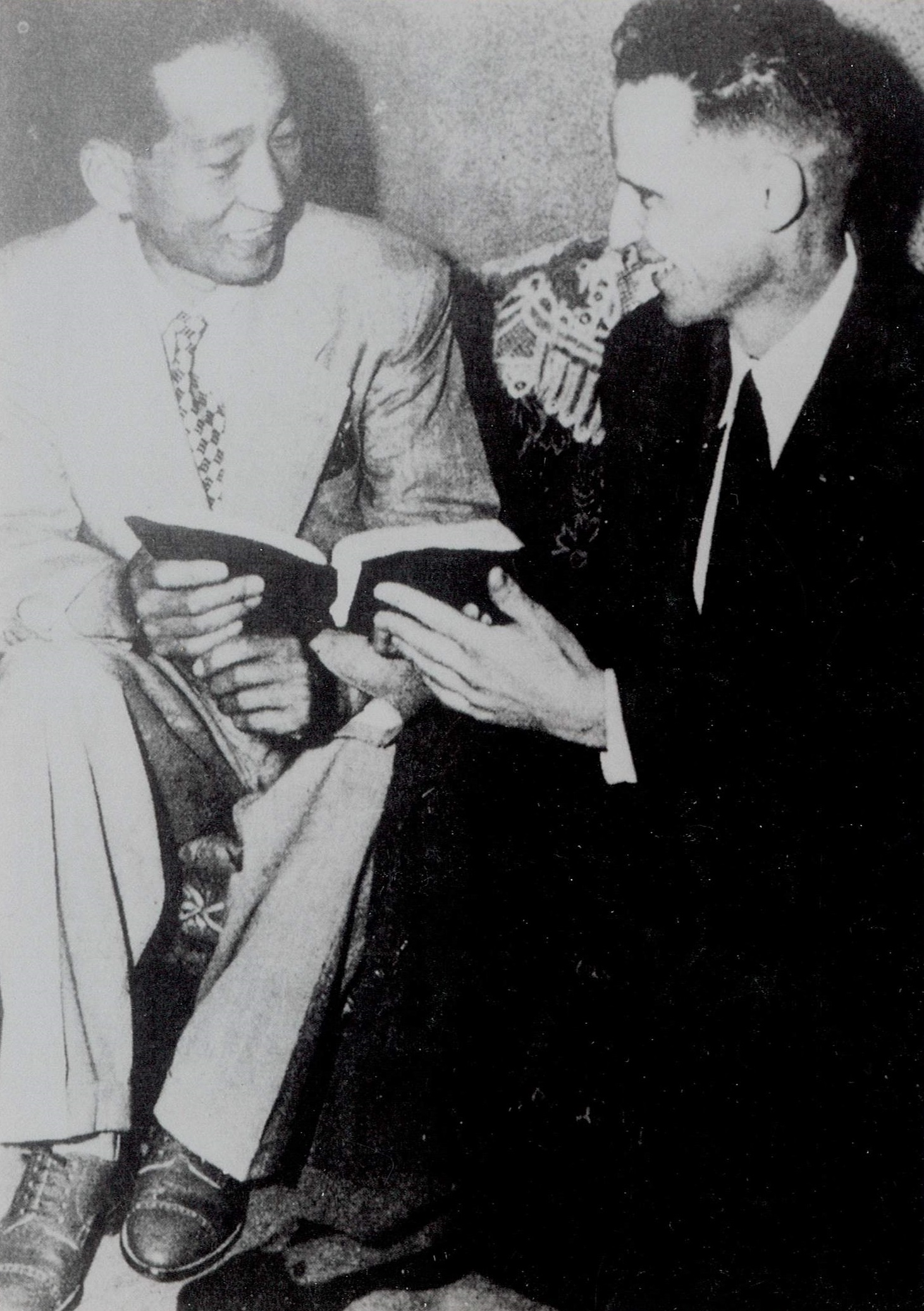
淵田とジェイコブ・デシェーザーのアメリカでの伝道旅行

1945年11月、予備役編入。極東国際軍事裁判（東京裁判）では連合艦隊航空参謀として特攻で病院船2隻が沈んだことについて質問された。1945年12月〜1946年3月、第2復員省勤務。史実調査部、GHQ歴史科嘱託として戦中資料の整理研究を行った。その後、正規海軍将校のため公職追放となる。
戦後、元アメリカ陸軍航空軍軍曹のジェイコブ・デシェーザー宣教師の書いたパンフレットを読みキリスト教に関心を持つ。
1950年6月、日本基督教団堺大小路教会の斉藤敏夫牧師主催の平和集会に共鳴し、1951年、斉藤牧師司式のもと洗礼を受けた。以降淵田は1952年から1957年まで8度にわたりアメリカへ伝道の旅に出かけた。キリスト教の伝道をする淵田には海軍仲間の批判、アメリカのリメンバーパールハーバーの声、元特攻隊員が刀を持って押し入るなど障害も多かった。しかし淵田は自らが「真珠湾の英雄（私がトラトラトラの淵田です）」であることを伝道の武器にし、戦争は互いの無知から起こったとし、謝罪ではなく互いに理解するため戦争の愚かしさ、憎しみの連鎖を断つことを訴えた。
1966年、米国の市民権を得る。晩年は大阪水交会会長を務める。1976年5月30日、糖尿病の合併症により死去。入院中は、見舞いに訪れた来客とは日本語で会話していたが、当時アメリカに留学していた娘とは英語で会話していたという。葬儀は海軍関係者向けに神式、その他向けにキリスト教式に別々で執り行なわれた。

## 著作
- 『真珠湾作戦の真相 私は真珠湾上空にいた』大和タイムス社 1949年
- 『ミッドウェー』日本出版協同 1951年（学研M文庫、2008年） ISBN 978-4-05-901221-4
- 『機動部隊』日本出版 1951年（学研M文庫、2008年） ISBN 978-4-05-901222-1

以上2作、奥宮正武との共著。
- 『真珠湾からゴルゴダへ、わたしはこうしてキリスト者になった』ともしび社1953年12月3日、再版:大阪クリスチャンセンター2005年
- 『真珠湾攻撃 太平洋戦記』河出書房 1967年
- 『真珠湾攻撃』（PHP文庫、2001年） ISBN 4-569-57554-4
- 『真珠湾攻撃総隊長の回想 淵田美津雄自叙伝』（講談社、2007年） ISBN 978-4-06-214402-5

65歳から死去するまで書きためたファイル十数冊の草稿『夏は近い』が死後長男に引き継がれ2005年中田整一が編集した。

## 関連
- NHKスペシャル「ふたりの贖罪〜日本とアメリカ・憎しみを越えて〜」（2016年8月15日放送）[1]

1. ↑  https://www.nhk.or.jp/special/detail/20160815.html